# Bet Island
Bet Island, auch Bet Islet genannt, ist eine australische Insel im Zentrum des Archipels der Torres-Strait-Inseln. Sie liegt im Norden der Inselgruppe The Three Sisters und ist etwa 6,3 km von Sue Island, der einzig bewohnten Insel der "Three Sisters", entfernt.
Bet Island mit einer Landfläche von knapp 17,7 ha ist von einem dichten, 13 km langen und bis zu 3 km breiten Korallenriff (Bet Islet Reef) mit einer Fläche von 28,7 km² eingefasst. Außer Bet, das ganz im Westen liegt, befindet sich im Riff noch die kleine Insel Vin Islet, 10° 09′ S, 142° 55′ O auf dem östlichen Riffkranz, mit einer Fläche von einem Hektar.
Verwaltungstechnisch  zählt Bet Island (nebst Vin Islet) zu den Central Islands, einer Inselregion im Verwaltungsbezirk Torres Shire von Queensland.